# Ran Mori
Ran Mori (毛利 蘭?, Mōri Ran) è un personaggio immaginario e la protagonista femminile della serie manga e anime Detective Conan, creata da Gōshō Aoyama.

## Il personaggio
Ran è una ragazza di 16 anni (17 nell'anime) dai capelli castani lisci e lunghi fino alla vita con un'onda nella sua frangia evoluta in un triangolo, gli occhi azzurri, la carnagione chiara e un fisico snello ma atletico e dotato. È molto bella e alta 1.66 m. Caratterialmente è dolce, matura, intelligente, riflessiva, altruista e comprensiva, come si nota dal suo approccio con Conan ed i "Detectives Boys". Allo stesso tempo è in grado di intimidire rapidamente la maggior parte dei personaggi quando è arrabbiata, diventando molto violenta. La giovane Mori è, inoltre, una karateka, vincitrice di vari premi e riconoscimenti; grazie alla sua abilità, riesce a liberarsi dai malviventi e stordirli. Ran è amica d'infanzia di Shinichi Kudo, di cui è innamorata, ricambiata; tuttavia, i due non possono dichiararsi, in quanto il ragazzo torna bambino a causa dell'APTX4869, inoltre è estremamente gelosa di Shinichi, specialmente quando pensa che abbia a che fare con altre ragazze, e spesso tende a saltare a conclusioni affrettate senza ascoltare. La migliore amica della giovane Mori è Sonoko Suzuki, anch'ella conosciuta in tenera età; nel corso della serie, Ran si lega molto anche a Kazuha Toyama.

## Creazione e sviluppo
Il nome del personaggio deriva da quello dello scrittore di romanzi gialli francese Maurice Leblanc, autore dei racconti di Arsenio Lupin: in Giappone, «Lan» e «Mauri» si pronunciano «Ran» (la lingua del posto non distingue la «l» e la «r») e «Mōri». In giapponese, Ran vuol dire "orchidea".

## Biografia
Ran Mori nasce a Tokyo ed è l'unica figlia di Kogoro Mori, un detective privato, e di Eri Kisaki, un'avvocatessa di grande successo. Fin dall'inizio della serie, la ragazza vorrebbe la riappacificazione dei genitori, separati per motivi stupidi, spiegati nel secondo film. Essendo la donna di casa, spesso fa rigare dritto il padre, che apparentemente vorrebbe dedicarsi solo a bere e poltrire. La sua migliore amica fin dall'infanzia è Sonoko Suzuki, ma è amica anche di Kazuha Toyama.
Fin dall'inizio della serie, è innamorata del suo amico d'infanzia Shinichi Kudo. Il suo amore è inconsapevolmente corrisposto, ma a causa del rimpicciolimento del ragazzo i due non possono dichiararsi l'un l'altro. Il loro rapporto è molto complicato e profondo, lacerato dalla distanza e dalla nostalgia. Spesso cita Shinichi in presenza di Conan, mostrandogli tutto il suo affetto e tutta la sua pazienza nell'aspettarlo. Con l'arrivo di Conan, quasi si poggerà sull'incredibile somiglianza che i due hanno, arrivando alcune volte a sospettare della sua doppia identità. Conan riuscirà sempre a cavarsela, promettendole che un giorno Shinichi tornerà da lei. Nel caso avvenuto a Londra, dopo una litigata, inaspettatamente Shinichi si dichiara a lei, dicendole:
(Shinichi Kudo nel file 1 del volume 72 e nell'episodio 621 dell'anime)
Nonostante sia la coprotagonista femminile, non ha mai avuto un confronto diretto con l'Organizzazione nera, principale antagonista della serie, dovuto anche al fatto che Conan le nasconde la verità e l'esistenza dell'organizzazione per non coinvolgerla ed esporla a pericoli. Durante il caso della festa di Halloween, salva Ai Haibara da Vermouth, facendole da scudo, non vedendo però la donna in faccia e quindi non associandola a Sharon Vineyard. Quest'ultima non le spara, sentendosi in debito verso colei che, un anno prima, le aveva salvato la vita a New York.

## Poteri e abilità
L'abilità più notevole di Ran è la sua grande abilità nelle arti marziali. È cintura nera di karate (almeno un 3° dan in quanto è anche istruttrice) nonché capitano e asso della sua squadra del liceo. Ha vinto diversi tornei, inclusi tornei regionali nella sua fascia d'età. Combinando la sua forza e la sua abilità combattiva, è in grado di sfondare bersagli grandi e robusti, come pilastri di pietra, e altre imprese di forza. È anche ben addestrata nel judo da suo padre. Ripetutamente in battaglia, la sua abilità ha eliminato assalitori molto più grandi di lei anche quando era in inferiorità numerica con grande destrezza e precisione. Oltre alle arti marziali, Ran è brava nel bowling e nel calcio ed eccelle nello sci e nel tennis.
Nonostante la sua apparenza snella, Ran ha una grande e insospettabile forza fisica, in grado di sottomettere facilmente suo padre. È straordinariamente veloce, in grado di reagire rapidamente e respingere oggetti che cadono e allo stesso modo schivare un proiettile da vicino mentre è in guardia. È molto agile e coordinata, e può scalare agilmente vari terreni per raggiungere obiettivi o evitarli. Ha anche una resistenza insolitamente alta.
Ran è abbastanza intelligente, essendo stata in grado di risolvere più di un caso da sola. Oltre che attenta ai dettagli, ha talvolta la sensazione di notare quando qualcosa è strano o fuori posto. Ripetutamente, Ran ha concluso correttamente che Shinichi e Conan sono la stessa persona, nonostante lui sia riuscito sempre ad ingannarla. Ha anche una vasta conoscenza della storia ed è capace di parlare e scrivere in inglese, tuttavia ha bisogno che le persone le parlino lentamente per farla capire. È molto abile nella gestione di una casa, compreso il cucito e soprattutto elogiata per le sue abilità culinarie. È una cantante molto brava e sa suonare bene il piano.

## Accoglienza
Il sondaggio sulla popolarità dei personaggi indetto da eBookJapan dal 12 aprile al 12 maggio 2011 tra i lettori di Detective Conan (a livello internazionale) ha dato a Ran il quinto posto, con 347 voti. Per il lancio del quindicesimo film, il sito ufficiale dei movies della serie ha organizzato un sondaggio sui primi dieci personaggi della storia. La Mori è risultata quinta. In onore della pubblicazione dell'ottocentesimo capitolo del manga, Shonen Sunday ha tenuto un sondaggio/concorso di popolarità, con novantuno personaggi di Detective Conan tra cui scegliere. Ran ha ottenuto il sesto posto assoluto con 612 voti.

## Merchandising
Nel 2019 la Bandai commercializza l'action figure della linea S. H. Figuarts.